# زنده‌باد مرگ
زنده‌باد مرگ (اسپانیایی: Viva la Muerte‎) یک فیلم درام کالت فرانسوی-تونسی به کارگردانی فرناندو آرابال محصول سال ۱۹۷۱ است. از بازیگران آن می‌توان به ویکتور گارسیا و فرناندو آرابال اشاره کرد.